# 큰페커리
큰페커리(Tayassu maximus)는 페커리과에 속하는 4번째 종으로 추정되는 포유류 종이다. 2000년 네덜란드 동식물 연구가 루스말렌(Marc van Roosmalen)이 브라질에서 발견했다. 2003년 독일 자연사 영화 제작자 로타르 프렌츠(Lothar Frenz)와 루스말렌이 함께 영화 제작과 자료 수집에 성공했고, 나중에 모식 표본으로 사용했다. 최근 보고에 의하면 현지에서는 "짝을 이루어 사는 큰페커리"를 의미하는 "카이테투 문데(caitetu munde)"로 알려져 있다. 2007년에 공식적으로 기재되었지만, 나중에 과학적 증거가 종 보전 상태 때문에 의문이 제기되었고 이런 이유 중 하나로 2008년 국제 자연 보전 연맹(IUCN)이 초기 평가를 "정보 부족종"으로 분류하기도 했다. 이어진 2011년 검토를 통해, 국제 자연 보전 연맹은 큰페커리를 목도리페커리(P. tajacu)의 이명으로 취급했다.